# میشلا کرایچک
 میشلا کرایچک (چکی: Michaela Krajíčková؛ زاده ۹ ژانویهٔ ۱۹۸۹) یک تنیس‌باز اهل هلند است.